# Smilax vanchingshanensis
Smilax vanchingshanensis là một loài thực vật có hoa trong họ Smilacaceae. Loài này được (F.T.Wang & Tang) F.T.Wang & Tang miêu tả khoa học đầu tiên năm 1978.